# Szájüreg

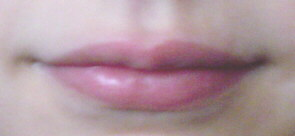
Az emberi ajkak

A száj vagy szájüreg (cavum oris) a tápcsatorna felvevő része, amelyen keresztül az ezzel rendelkező élőlények az ivóvizet és az ételeket képesek magukhoz venni. A száj segítségével történik meg a táplálék megragadása, letépése (az embernél a modern táplálkozás miatt, mivel evőeszközöket használ, ez háttérbe szorul), emésztésre való előkészítése, majd lenyelése. Az előkészítés felaprózásból és nyállal való átitatásból áll. A szájüregben az emésztés is elkezdődik (bár nagyon korlátozottan) a nyálban található enzimek által.

## Funkciói
- Legalapvetőbb funkciója a táplálkozás elősegítése, mivel a táplálék felaprítása és nyállal keverése az emésztés további szakaszai szempontjából elengedhetetlenek. Az emésztés is részben már itt megkezdődik. A megrágott étel szénhidrát komponenseit a nyálban található enzimek (amiláz) megkezdik lebontani. Ezután a nyelvizmok és a garatizmok segítségével a nyállal összedolgozott, felőrölt ételrész, a falat a garaton és a nyelőcsövön át a gyomorba kerül, ahol az emésztés első lényeges fázisa bekövetkezik.
- Másodlagos funkciói közé tartozik a légzés segítése is, hiszen a szájüreg közvetve csatlakozik a garathoz is, így egyben lehetőség nyílik a szájon át folytatott légzésre is.

További funkciói az embernél:
- Emellett nagyon fontos szerepe van az emberi kommunikációban is, mivel a szájon belüli és annak környezetében található szervek (orrüreg és melléküregek) segítségével történik a gégében képzett hangok további modulációja, amely a beszédre, éneklésre tesz képessé.
- Hasonlóan fontos funkció, amely szorosan kapcsolódik a (sokszor szexuális) érzelmek kifejezéséhez, a csók, ami az ajkak kölcsönös összetapasztását (esetleg a nyelvek kölcsönös „játékát”) is jelenti.
- A szájnak a szexualitásban az előbbin túlmenően is szerepe lehet, ilyen az orális szex. (Az orális szó a ’száj’ latin nevéből: os, oris származik.) (Nem dönthető el, hogy ennek korábban is volt-e ilyen mértékű szerepe - bár az ókori kultúrákból van rá utalás -, vagy talán a mindinkább terjedő pornóipar „terméke”. A Biblia mindenesetre tiltja az anális perverziókhoz hasonlóan, ui. célja nem az utódnemzés.)

## Határai

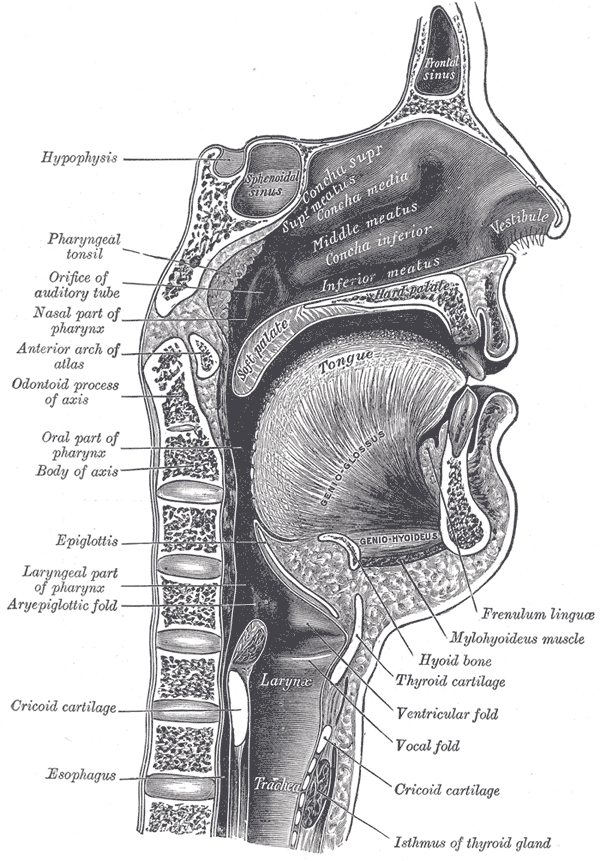
Az orrüreg, szájüreg, garat és a gége sagittalis metszete

Embereknél a száj a fej elülső oldalán, az arc részét alkotja. A szájüreg a szájnyílástól (rima oris) amelynek határai a felső és alsó ajkak (labium superius és inferius) a torokszorosig (isthmus faucium) tart ahol benyílik a garat középső (pars oralis) szakaszába. Oldalról a pofák (bucca) határolják, alsó határa a szájfenék, felső a kemény és a lágy szájpad (palatum durum et molle), mely utóbbinak közepéről lóg le a nyelvcsap (uvula palatiana). A torokszorost alulról a nyelvgyök (radix liguae), felülről és oldalt a lágy szájpadnak a nyelvcsaptól ívben a nyelvgyökhöz és a garathoz futó, nyálkahártyával borított izmos ívei, (arcus palatoglossus és arcus palatopharyngeus) határolják. A két ív között van a szájpadmandulát (tonsilla palatina) befogadó árok (fossa tonsillaris).

## Részei
A szájüreget a fogsorok két részre osztják: a fogaktól kifele eső szájtornácra (vestibulum oris) és a fogak által közrezárt tulajdonképpeni szájüregre (cavum oris proprium). A szájnyílást az ajkak határolják. Ez a nyílás vezet magába a szájüregbe, amelyet az ajkakat követően az állcsontokban gyökeredző alsó és felső fogsor övez, amelyek egyben a száj egyik fő funkcióját, a rágás képességének alapját adják. Az ajkak (labia) alapját egy körbefutó izom (musculus orbicularis oris) alkotja. Kívül bőr, belül a szájnyálkahártya borítja. A kettő találkozásánál található az ajakpír, melyet egy gyengén elszarusodott bőrréteg fed, emellett a bőr papillák - ereikkel együtt különösen megközelítik a felszínt - ezért a benne lévő erekben keringő vér színe jól áttűnik. Ez az egyik hely, ahol korán feltűnik a vér oxigenizációjának elégtelensége (cyanosis). A bőrt nőknél és gyermekeknél piheszőrzet, férfiaknál bajusz (mystax) illetve szakáll (barba) fed. Az ajkakat ajakfékek (frenulum labii) rögzítik a fogínyhez. A felső ajkon egy sánc húzódik az orrsövénytől lefelé az ajakpír felső széléig, ennek neve philtrum.

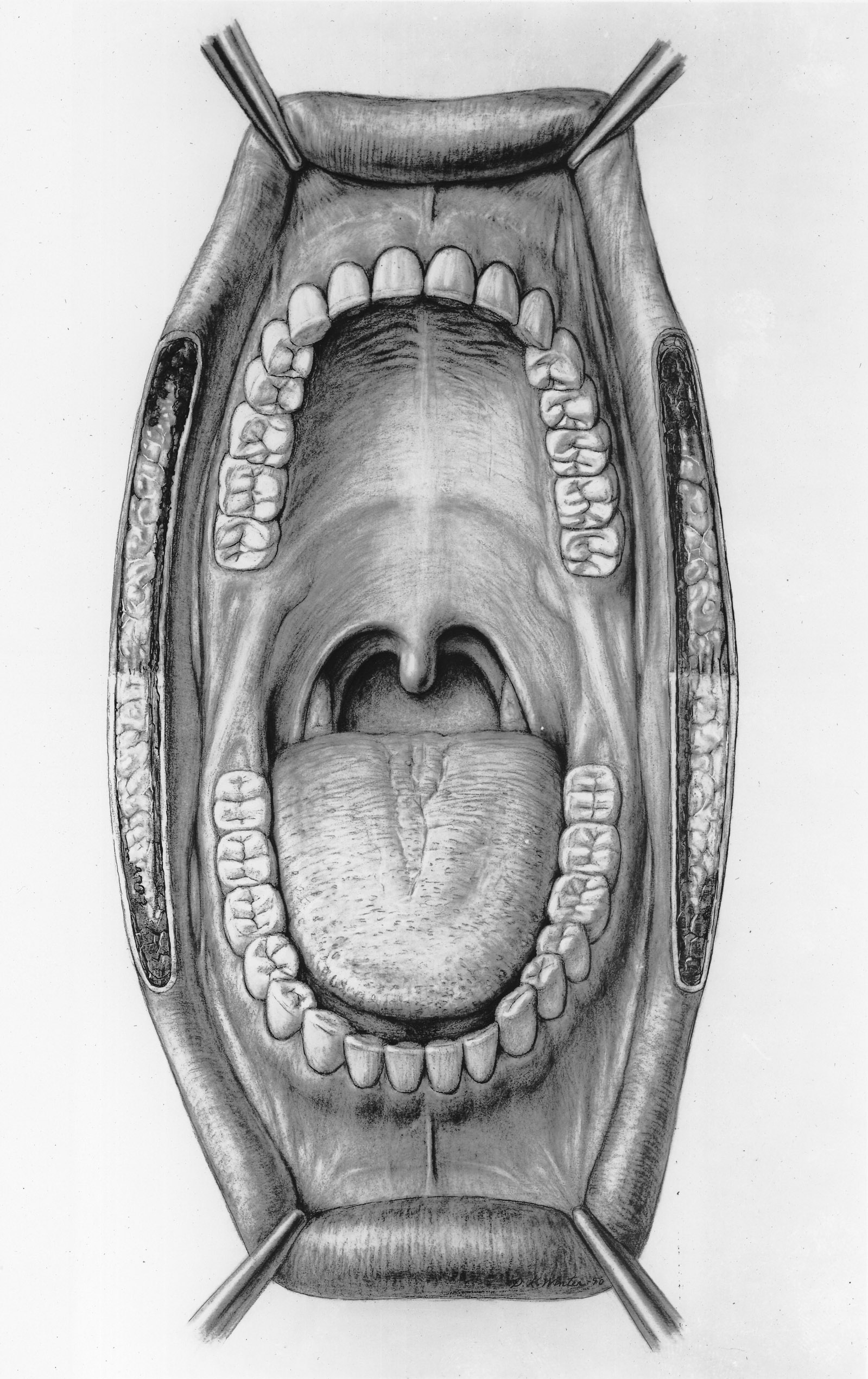
Az emberi szájüreg

## Az orcák
Az orcákat (bucca) szintén bőr és nyálkahártya fedi. A kettő közt az izom (trombitásizom) mellett, egy főleg csecsemőkorban jól reprezentált, zsírcsomó (corpus adiposum buccae, Bichat-féle zsírcsomó) található. Ez biztosítja a pofa merevségét és a jó szívóhatás elérését a csecsemő számára szopás közben. Később a rágás közben a táplálékot visszatereli a fogak közé. Az orcák belső részén a fültőmirigy nyílásán kívül (ez a felső második nagyőrlő magasságában van) még sok apró nyálmirigy található.

## Fogak, szájpad, nyálmirigyek
A fogak az állkapcsot mozgató izmok (rágóizmok) segítségével az étel megrágására, felőrlésére hivatottak. A szájüregben több nyálat és nyálkát kiválasztó mirigy található, ilyenek a fültőmirigy, az állkapocs alatti mirigy és nyelv alatti mirigy nyálmirigyek, illetve még rengeteg a szájüreg falazatában található parányi mirigy. A szájüreg felső fala a szájpad. A felső fogív által közrezárt csontos alappal rendelkező részt a fogínyhez hasonló szerkezetű, többrétegű el nem szarusodó laphám fedi, és kemény szájpadnak nevezzük. A közepén kemény nyálkahártyaredők találhatóak, melyek segítségével a csecsemő megtartja a mellbimbót. A kemény szájpad hátrafelé a lágy szájpaddal folytatódik. Ez egy izmokból felépülő mozgatható lebeny, mely nyeléskor és a legtöbb hang képzésénél elzárja az orrgaratot, tehát a levegő útját. Felső részét orrnyálkahártya alsó részét szájnyálkahártya fedi. Közepén lóg a nyelvcsap.

## A szájüreg és a nyelv
A tulajdonképpeni szájüreg alsó részen pedig a nyelv (lingua) található, amely alulról és hátulról mintegy benyomul a szájüregbe. Jellemző alakú képződmény, amelynek állományát kívülről besugárzó és belső, sajátosan egymásra merőlegesen elhelyezkedő harántcsíkolt izomtömeg alkotja. Nyelvháti felszínén szemölcsök vannak, amelyek nagy részének szerepe mechanikai. Ezekkel tudja a nyelv rágás közben a táplálékot a fogak közé terelni, a falatot összeállítani és nyeléshez a torokszoroshoz továbbítani. A szemölcsök másik részének hámjában ízlelőbimbók vannak. Ez teszi a nyelvet az ízérzés szervévé. A nyelv izmainak mozgató idege a nyelvalatti ideg [XII.], általános érző idege a háromosztatú ideg harmadik ágának egyik főága (nervus lingualis) [V./3/1], elülső kétharmadának ízérző idege az arcideg (nervus facialis) [VII.], hátsó harmadának a nyelv-garat ideg (nervus glossopharyngeus) [IX.]. A nyelvnek a rágáson és falatképzésen kívül alapvető szerepe van a beszédben, bizonyos gúnyos mimikai gesztusokban, gyermekeknél a fogsor helyes fejlődésének biztosításában.

## A szájfenék
A szájüreg alsó falát a szájfenék (diaphragma oris) képezi. Ezt elsősorban a szájfenékizom (musculus mylohyoideus) alkotja, mely a nyelvcsont és az állkapocs közt majdnem vízszintesen húzódik. Alatta találjuk az állkapocs alatti mirigyet, felette pedig a nyálkahártya által fedve a nyelvalatti mirigyet. A nyelvtől a fogínyig egy nyálkahártyaredő húzódik, ez a nyelvfék (phrenulum linguae). Ennek két oldalán nyílik a két nyálmirigy közös kivezetőcsöve. Ezenkívül még több kisebb kivezetőcső nyílik a szájfenéken.

### Betegségek
A szájüregben található képletek sokfélesége miatt a betegségek is igen sokfélék lehetnek. Ugyanakkor a tápcsatorna többi részének az elváltozásai is járhatnak szájüregi tünetekkel. A leggyakoribb elváltozás a fogszuvasodás és ennek következményei: a fogbél gyulladása (pulpitis) és a gyökércsúcsnál található fogágy (periapikális parodontitis) és csont gyulladása). A nyálkahártya-gyulladás is többféle lehet a különféle nyálkahártya-típusok miatt. Így beszélünk: a fogínygyulladás (gingivitis) és a nyelv speciális nyálkahártyájának a gyulladása (glossitis), ilyen például a candidosis), az összes többi nyálkahártya gyulladása (stomatitis). A szájüregi daganatok a fog kemény szövetein kívül bármilyen szövetből kialakulhatnak.